# Gare d'Auvers-sur-Oise
La gare d'Auvers-sur-Oise est une gare ferroviaire française de la ligne de Pierrelaye à Creil, située sur le territoire de la commune d'Auvers-sur-Oise, dans le département du Val-d'Oise, en région Île-de-France.
Elle est mise en service en 1846 par la Compagnie des chemins de fer du Nord.
C'est une gare de la Société nationale des chemins de fer français (SNCF), desservie par les trains de la ligne H du Transilien (réseau Paris-Nord).

## Situation ferroviaire
Établie à 28 mètres d'altitude, la gare d'Auvers-sur-Oise est située au point kilométrique (PK) 33,608 de la ligne de Pierrelaye à Creil, entre les gares de Chaponval et de Valmondois.

## Histoire
La « station d'Auvers », est officiellement mise en service le 21 juin 1846 par la Compagnie des chemins de fer du Nord, lorsqu'elle ouvre à l'exploitation sa ligne de Paris à Lille et Valenciennes. Elle est établie, entre les stations de Pontoise et d'Isle-Adam, à environ 34 kilomètres de Paris,.

## Fréquentation
De 2015 à 2023, les estimations de la SNCF sont les suivantes :
| Année         | 2015    | 2016    | 2017    | 2018    | 2019    | 2020   | 2021   | 2022    | 2023   |
| ------------- | ------- | ------- | ------- | ------- | ------- | ------ | ------ | ------- | ------ |
| Fréquentation | 121 177 | 123 968 | 127 133 | 124 831 | 137 596 | 59 979 | 94 246 | 103 170 | 95 597 |

## Service des voyageurs

### Accueil
La gare dispose d'un bâtiment voyageurs avec guichet ouvert du lundi au vendredi de 7 h 30 à 14 h 40, fermé les samedis, dimanches et jours fériés. Elle comporte des quais non rehaussés et est équipée d'un automate pour l'achat de titres de transport. Des toilettes gratuites sont à disposition sous condition d'avoir un titre de transport valable.
Un souterrain permet la traversée des voies et le passage d'un quai à l'autre.
La gare dispose d'une centaine de places de stationnement gratuites.

### Desserte
Auvers-sur-Oise est desservie par les trains du réseau Transilien Paris-Nord (ligne H).
Un train direct relie en moins de 45 minutes la gare du Nord à Auvers-sur-Oise les samedis, dimanches et jours fériés de début avril à fin octobre,,,. Ce train est principalement destiné aux touristes venus, entre autres, pour visiter le château d'Auvers.

### Intermodalité
La gare est desservie par les lignes 95-07 du réseau de bus du Vexin et 1317 du réseau de bus Haut Val-d'Oise.

## Patrimoine ferroviaire
Le bâtiment des marchandises est réaffecté en librairie dénommée « La Caverne aux Livres ». Celle-ci a la particularité d'occuper également deux anciens wagons postaux et un wagon couvert sur l'ancienne voie de desserte de la halle. François Laval, artiste peintre, dont le petit atelier est attenant à la gare, a réalisé une fresque colorée et bucolique dans le souterrain de la gare en mai 2008 qui représente, sur 200 m2, certains sites d'Auvers-sur-Oise, les quatre saisons et les paysages du Vexin ainsi que des trains imaginaires dans un décor fleuri. En avril 2012, il réalise, sur le petit bâtiment technique SNCF jouxtant le bâtiment de la gare, côté Parmain, une nouvelle fresque monochromatique sépia sur fond crème, sur une surface d'environ 60 m2. Cette composition illustre Auvers-sur-Oise, le monde ferroviaire d'antan et les peintres Vincent van Gogh, Cézanne et Daubigny.

Galerie de photographies
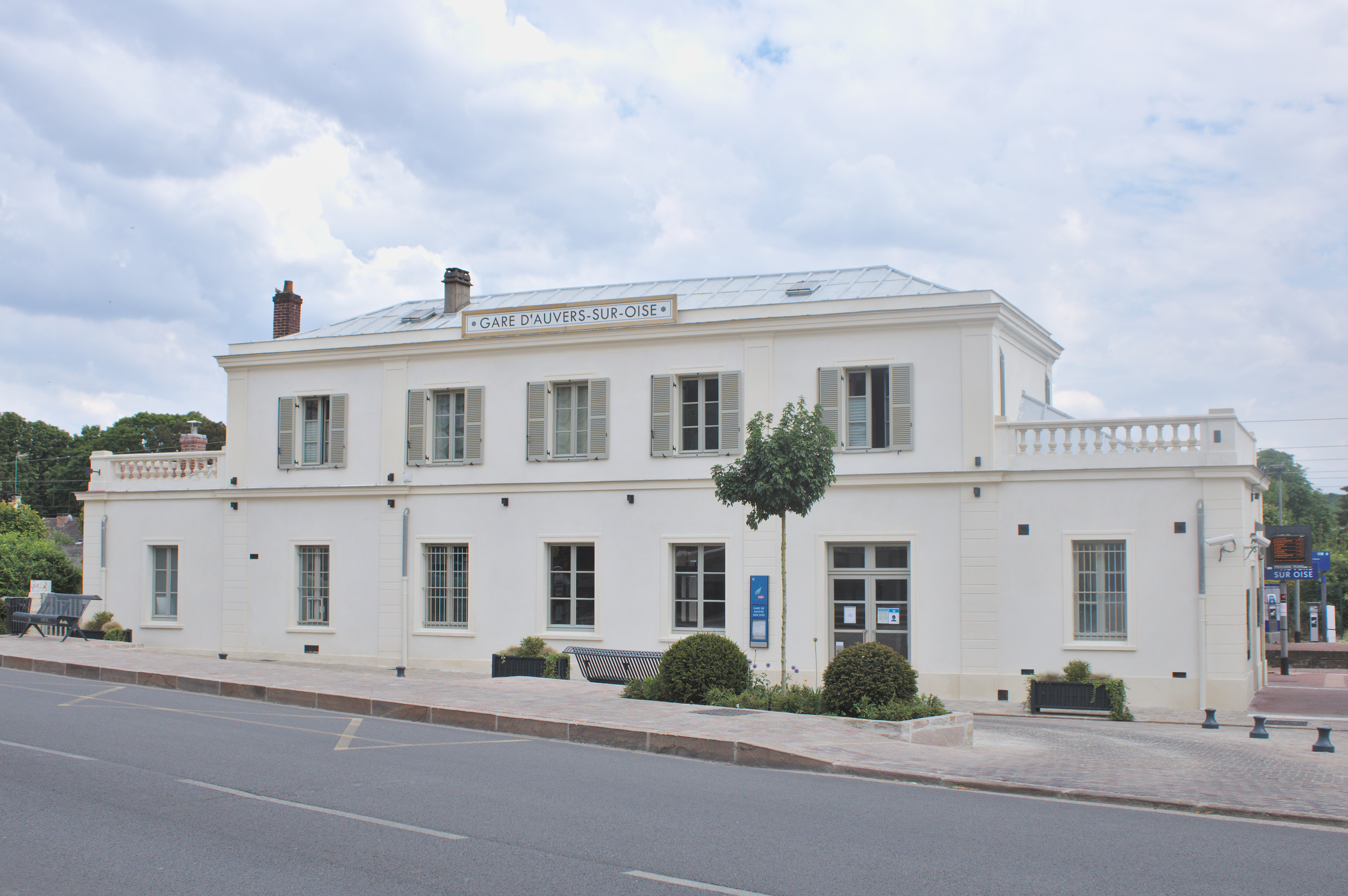
Place de la gare.
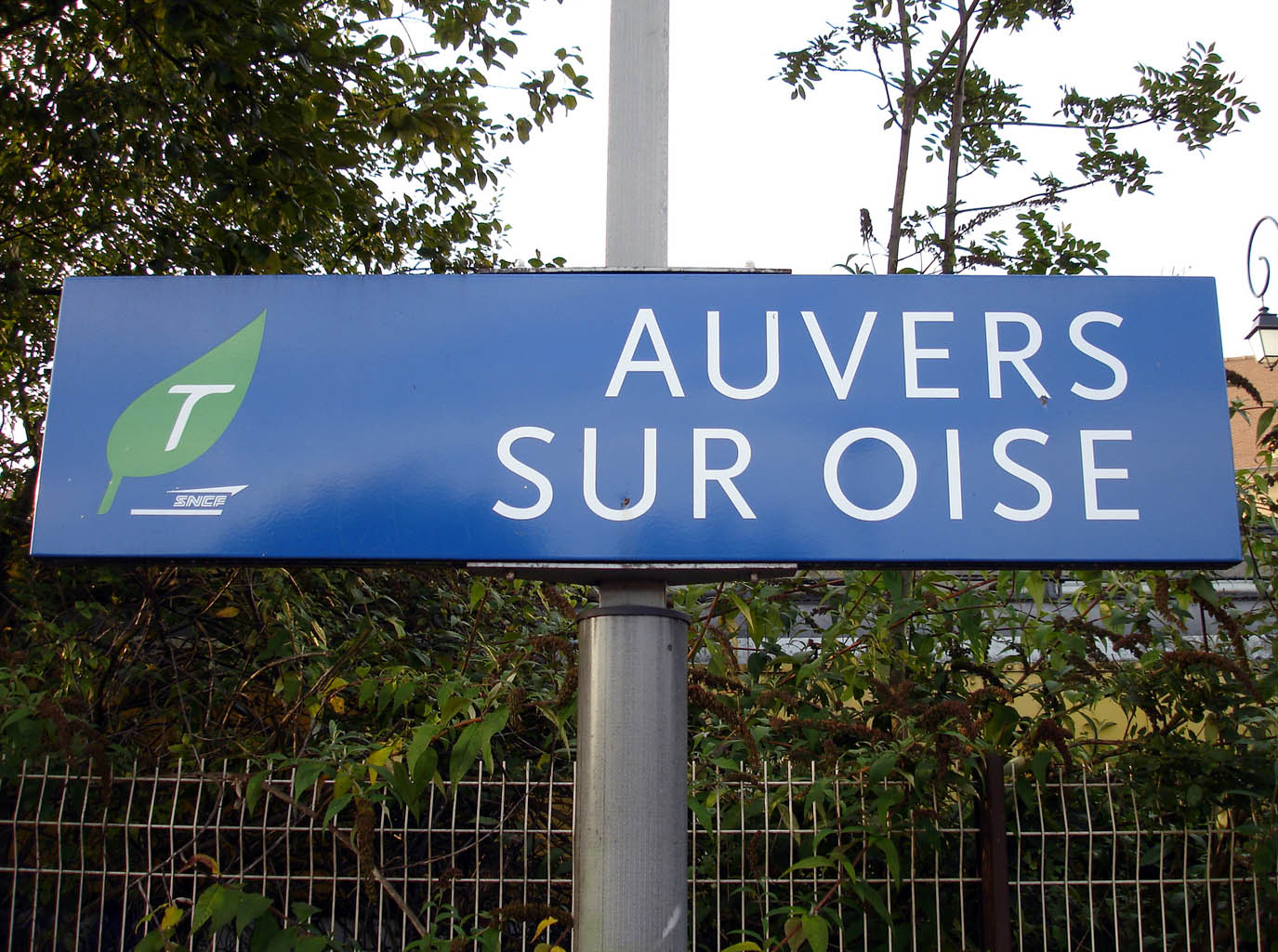
Panneau signalétique sur un quai.
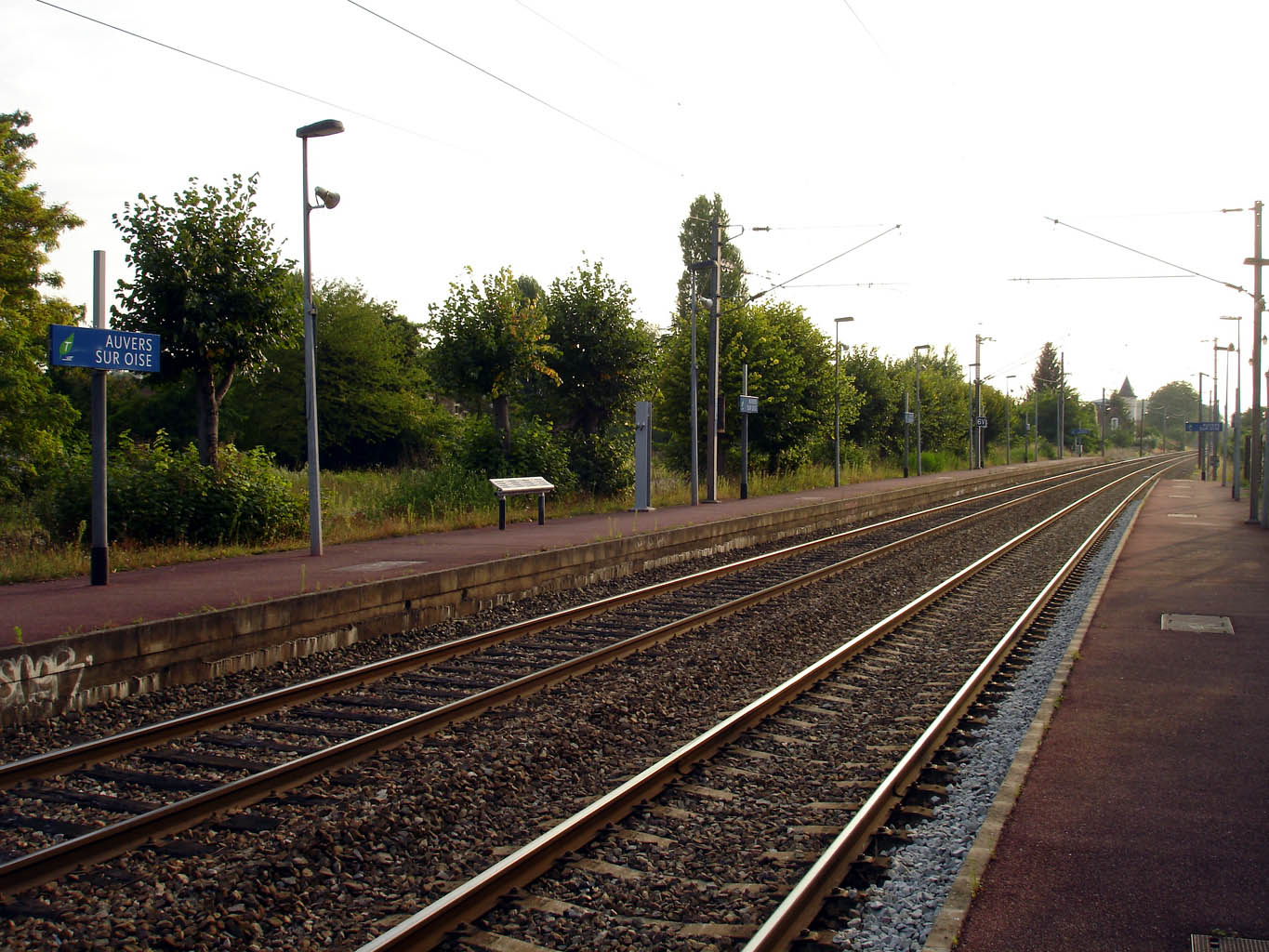
Vue des voies ferrées en direction de Pontoise.
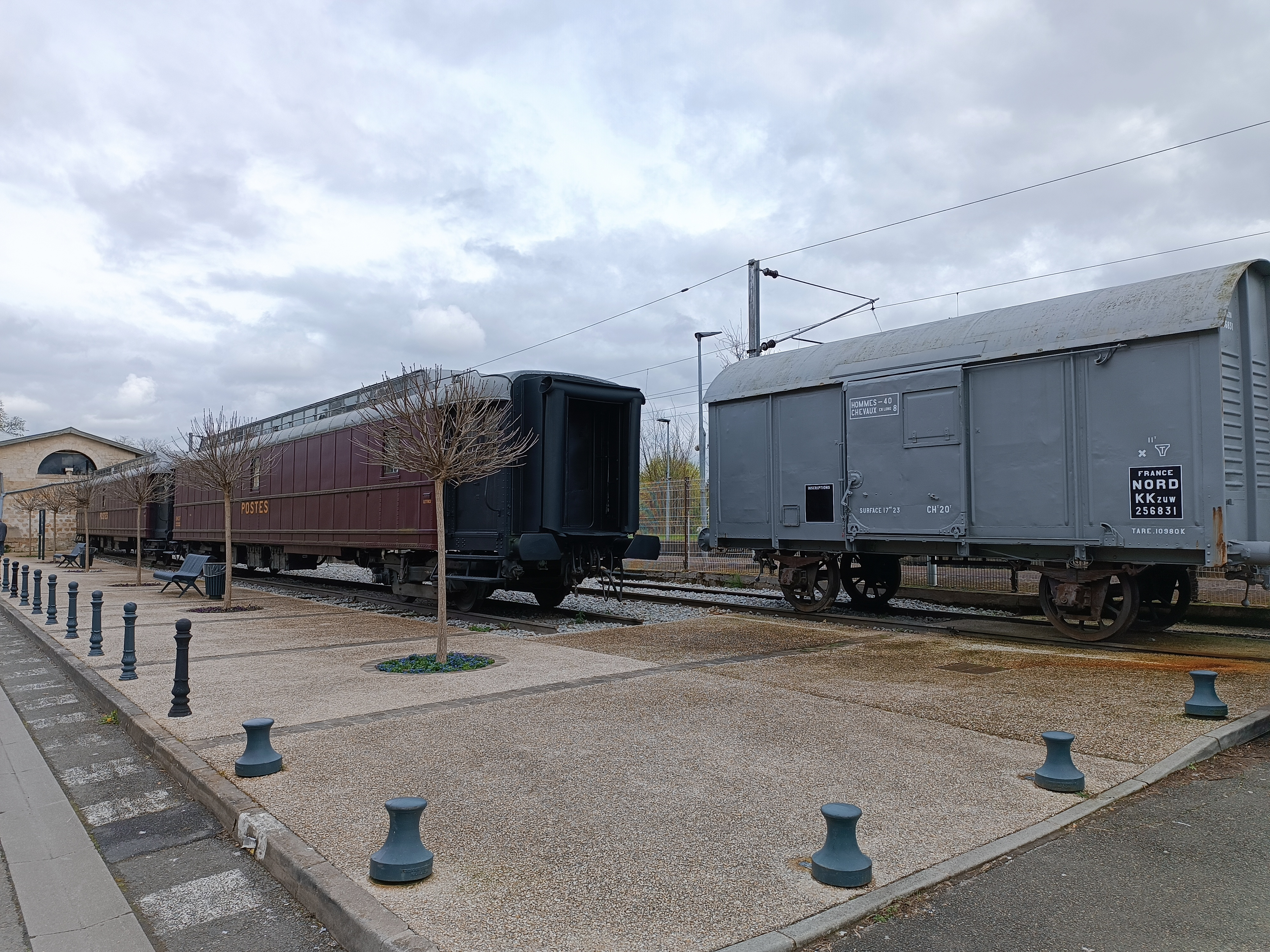
Librairie installée dans des anciens wagons postaux.